# Fundidora Park Raceway
Fundidora Park Raceway is een niet-permanent racecircuit gelegen in het Mexicaanse Fundidora Park in de stad Monterrey. Van 2001 tot 2006 werd er jaarlijks een Champ Car race georganiseerd. Tijdens het A1GP seizoen van 2005-2006 werd er een ronde van het A1 Grand Prix kampioenschap gehouden op dit circuit. Beide races werden gewonnen door Alexandre Prémat voor het Franse A1 team.

## Resultaten

### Champ Car
| Seizoen | Winnaar            |
| ------- | ------------------ |
| 2001    | Cristiano da Matta |
| 2002    | Cristiano da Matta |
| 2003    | Paul Tracy         |
| 2004    | Sébastien Bourdais |
| 2005    | Bruno Junqueira    |
| 2006    | Sébastien Bourdais |

### A1GP
| Seizoen   | Winnaar sprintrace | Winnaar hoofdrace |
| --------- | ------------------ | ----------------- |
| 2005-2006 | Alexandre Prémat   | Alexandre Prémat  |